# Sječevac
 Sječevac  falu Horvátországban Zágráb megyében. Közigazgatásilag Szamoborhoz tartozik.

## Fekvése
Zágrábtól 36 km-re, községközpontjától 16 km-re nyugatra a Zsumberk-Szamobori-hegység területén, a szlovén határ közelében  fekszik.

## Története
1830-ban 4 házában görögkatolikus 44 lakos élt. A faluban katonai helyőrség állomásozott. 1857-ben 50, 1910-ben 79 lakosa volt. Trianon előtt Zágráb vármegye Szamobori járásához tartozott. A falunak  2011-ben 14 lakosa volt. Lakói mezőgazdasággal, állattartással, szőlőtermesztéssel foglalkoznak. A mrzlo poljei Szent Péter és Pál plébániához tartoznak.

## Lakosság
| Lakosság változása | Lakosság változása | Lakosság változása | Lakosság változása | Lakosság változása | Lakosság változása | Lakosság változása | Lakosság változása | Lakosság változása | Lakosság változása | Lakosság változása | Lakosság változása | Lakosság változása | Lakosság változása | Lakosság változása | Lakosság változása |
| ------------------ | ------------------ | ------------------ | ------------------ | ------------------ | ------------------ | ------------------ | ------------------ | ------------------ | ------------------ | ------------------ | ------------------ | ------------------ | ------------------ | ------------------ | ------------------ |
| 1857               | 1869               | 1880               | 1890               | 1900               | 1910               | 1921               | 1931               | 1948               | 1953               | 1961               | 1971               | 1981               | 1991               | 2001               | 2011               |
| 50                 | 60                 | 60                 | 69                 | 69                 | 79                 | 79                 | 86                 | 79                 | 71                 | 54                 | 56                 | 65                 | 46                 | 15                 | 14                 |

## Nevezetességei
Védett épület a 2. szám alatti lakóház, mely a 19. század második felében épült földszintes, enyhén nyújtott alaprajzú, kontytetős, fémlemezekkel fedett épület. Kőből épült, 60 cm széles falakkal, kívül-belül vakova, hangsúlyos lábazattal. Az építészeti és berendezési tervek arra engednek következtetni, hogy az épület állami funkcióra készült. A belső tér két hálószoba és egy konyha, valamint egy központi folyosó és egy előtér, ahonnan a tetőtérbe és a padlásra juthatunk. A nagy és a kisszoba közötti fal mellett egy tégla kályha található, amely mindkét helyiséget fűti. A konyhában falazott tűzhely található az ételek elkészítéséhez beépített víztartállyal.